# 蓝泽弥八

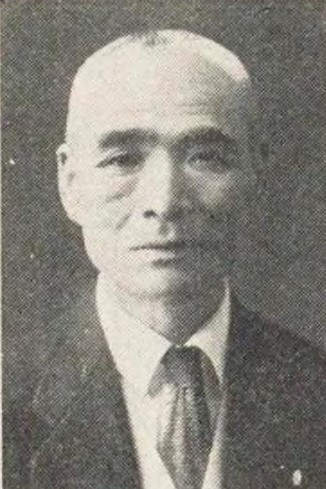
蓝泽弥八

蓝泽弥八（英語：Aizawa Yahachi, 1880年3月22日—1969年1月29日）是一位日本企业家。

## 生平
1880年出生于日本新潟县，1905年毕业于日本法律学校（现日本大学），1908年进入证券行业。1933年在东京都成立蓝泽商店（现藍澤證券股份），1940年建立日本证券投资株式会社并担任社长。1957年至1961年担任东京证券交易所理事长。
1946年8月21日被选为贵族院敕任议员。

## 家庭
儿子是藍澤證券股份会长蓝泽吉雄、孙子也是会长蓝泽基弥。